# 卡亚韦
卡亚韦（法語：Caillavet，法語發音：[kajavɛ]）是法国热尔省的一个市镇，位于该省中西部，属于欧什区。

## 地理
卡亚韦（43°42'44"N, 0°19'55"E）面积14.58 平方千米，位于法国奧克西塔尼大區热尔省，该省份为法国西南部内陆省份，北起顺时针与洛特-加龙省、塔恩-加龙省、上加龙省、上比利牛斯省、大西洋比利牛斯省和朗德省接壤。
与卡亚韦接壤的市镇（或旧市镇、城区）包括：巴济扬、比朗、里格珀、罗克布吕讷、圣让普奇、维克弗藏萨克。

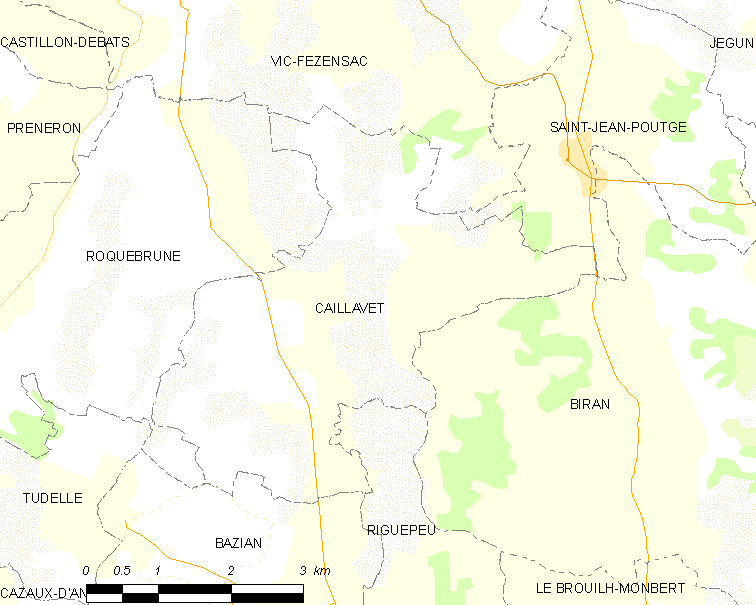
卡亚韦的OSM定位图

卡亚韦的时区为UTC+01:00、UTC+02:00（夏令时）。

## 行政
卡亚韦的邮政编码为32190，INSEE市镇编码为32071。

## 政治
卡亚韦所属的省级选区为弗藏萨克县。

## 人口

1962-2008年间卡亚韦人口变化图示

卡亚韦于2022年1月1日时的人口数量为166人。